# Sitionuevo
Sitionuevo est une municipalité située dans le département de Magdalena en Colombie.